# 일렉트릭 (소프트웨어)
일렉트릭(Electric)은 또는 Electric VLSI Design System은 스티븐 루빈(Steven M. Rubin)이 1980년대 초에 작성한 EDA 툴이다.  Electric은 회로도를 그리거나 집적 회로(IC) 레이아웃을 설계하는등 MCU나 PCB 등의 설계에 사용된다. 또한 VHDL 및 Verilog와 같은 설계 및 검증을 위한  하드웨어 기술 언어를 처리할 수 있다. 이 시스템은 디자인 룰 체크, 시뮬레이션, 라우팅, 레이아웃 대 스키 매틱(Layout Versus Schematic), 로지컬 에포트(logical effort) 등을 포함한 많은 분석 및 합성 툴을 가지고 있다.
Electric은 현재 GNU 프로젝트의 일부이며 자바로 개발되어 GNU GPL 버전 3의  무료 및 오픈 소스 소프트웨어로 배포되고있다.

## 사용예
아래와 같은 실행명령으로 리눅스나 마이크로소프트등 운영체제와 상관없이 자바 런타임 실행환경에서 사용할 수 있다.
```
 > java -jar electric-[version].jar [libraries]
```

> java -jar electircBinary-9.07.jar 로 간단히 실행할 수 있다.

## 같이 보기
- gEDA
- Fritzing
- QCAD